# Foggathorpe
Foggathorpe är en ort och civil parish i Storbritannien.   Den ligger i kommunen East Riding of Yorkshire och riksdelen England, i den centrala delen av landet, 260 km norr om huvudstaden London. Foggathorpe ligger 7 meter över havet och antalet invånare är 313.
Terrängen runt Foggathorpe är mycket platt. Runt Foggathorpe är det ganska tätbefolkat, med 139 invånare per kvadratkilometer. Närmaste större samhälle är Goole, 14,1 km söder om Foggathorpe. Trakten runt Foggathorpe består till största delen av jordbruksmark.